# Maisons-lès-Chaource
Maisons-lès-Chaource là một xã ở tỉnh Aube, thuộc vùng Grand Est ở phía bắc miền trung nước Pháp.